# Craig Ludwig
Craig Lee Ludwig, född 15 mars 1961, är en amerikansk före detta professionell ishockeyspelare som tillbringade 17 säsonger i den nordamerikanska ishockeyligan National Hockey League (NHL), där han spelade för ishockeyorganisationerna Montreal Canadiens, New York Islanders, Minnesota North Stars och Dallas Stars. Han producerade 222 poäng (38 mål och 184 assists) samt drog på sig 1 437 utvisningsminuter på 1 256 grundspelsmatcher. Han spelade också på lägre nivå för North Dakota Varsity Athletics (University of North Dakota) i National Collegiate Athletic Association (NCAA).
Ludwig draftades i tredje rundan i 1980 års draft av Montreal Canadiens som 61:a spelaren totalt.
Han har vunnit Stanley Cup med både Montreal Canadiens (1985-1986) och Dallas Stars (1998-1999).
Ludwig är anställd av Fox Sports regionala tv-kanal Fox Sports Southwest där han är sportkommentator i TV-sändningar rörande matcher med Dallas Stars och var minoritetsägare tillsammans med Ed Belfour, Steve Duchesne, Richard Matvichuk och Mike Modano för CHL-laget Allen Americans mellan 2012 och 2014.

## Statistik
| 1979–1980   | North Dakota Varsity Athletics | NCAA        | 33   | 1  | 8   | 9   | 32   | —   | — | —  | —  | —   |
| 1980–1981   | North Dakota Varsity Athletics | NCAA        | 34   | 4  | 8   | 12  | 48   | —   | — | —  | —  | —   |
| 1981–1982   | North Dakota Varsity Athletics | NCAA        | 47   | 5  | 26  | 31  | 70   | —   | — | —  | —  | —   |
| 1982–1983   | Montreal Canadiens             | NHL         | 80   | 0  | 25  | 25  | 59   | 3   | 0 | 0  | 0  | 2   |
| 1983–1984   | Montreal Canadiens             | NHL         | 80   | 7  | 18  | 25  | 52   | 15  | 0 | 3  | 3  | 23  |
| 1984–1985   | Montreal Canadiens             | NHL         | 72   | 5  | 14  | 19  | 90   | 12  | 0 | 1  | 1  | 6   |
| 1985–1986   | Montreal Canadiens             | NHL         | 69   | 2  | 4   | 6   | 63   | 20  | 0 | 1  | 1  | 48  |
| 1986–1987   | Montreal Canadiens             | NHL         | 75   | 4  | 12  | 16  | 105  | 17  | 2 | 3  | 5  | 30  |
| 1987–1988   | Montreal Canadiens             | NHL         | 74   | 4  | 10  | 14  | 69   | 11  | 1 | 1  | 2  | 6   |
| 1988–1989   | Pittsburgh Penguins            | NHL         | 74   | 3  | 13  | 16  | 73   | 21  | 0 | 2  | 2  | 24  |
| 1989–1990   | Montreal Canadiens             | NHL         | 73   | 1  | 15  | 16  | 108  | 11  | 0 | 1  | 1  | 16  |
| 1990–1991   | New York Islanders             | NHL         | 75   | 1  | 8   | 9   | 77   | —   | — | —  | —  | —   |
| 1991–1992   | Minnesota North Stars          | NHL         | 73   | 2  | 9   | 11  | 54   | 7   | 0 | 1  | 1  | 19  |
| 1992–1993   | Minnesota North Stars          | NHL         | 78   | 1  | 10  | 11  | 153  | —   | — | —  | —  | —   |
| 1993–1994   | Dallas Stars                   | NHL         | 84   | 1  | 13  | 14  | 123  | 9   | 0 | 3  | 3  | 8   |
| 1994–1995   | Dallas Stars                   | NHL         | 47   | 2  | 7   | 9   | 61   | 4   | 0 | 1  | 1  | 2   |
| 1995–1996   | Dallas Stars                   | NHL         | 65   | 1  | 2   | 3   | 70   | —   | — | —  | —  | —   |
| 1996–1997   | Dallas Stars                   | NHL         | 77   | 2  | 11  | 13  | 62   | 7   | 0 | 2  | 2  | 18  |
| 1997–1998   | Dallas Stars                   | NHL         | 80   | 0  | 7   | 7   | 131  | 17  | 0 | 1  | 1  | 22  |
| 1998–1999   | Dallas Stars                   | NHL         | 80   | 2  | 6   | 8   | 87   | 23  | 1 | 4  | 5  | 20  |
| NHL totalt  | NHL totalt                     | NHL totalt  | 1256 | 38 | 184 | 222 | 1437 | 177 | 4 | 24 | 28 | 244 |
| NCAA totalt | NCAA totalt                    | NCAA totalt | 114  | 10 | 42  | 52  | 150  | —   | — | —  | —  | —   |